# أو ثري برودكشن
أو ثري برودكشن هي شركة تابعة لمجموعة إم بي سي متخصصة في أعمال الإنتاج وخدمات مرحلة ما بعد الإنتاج. تُعد إحدى الشركات الرائدة في السوق على المستوى الإقليمي في إنتاج أفضل المحتويات وتوزيعها، إلى جانب توفير خدمات تصميم البرامج المبتكرة والأفلام الوثائقية والدراما العربية والمحتوى الترفيهي الواقعي والبرامج الحوارية والدراما الأجنبية المدبلجة وغيرها من البرامج.